# Подсветка

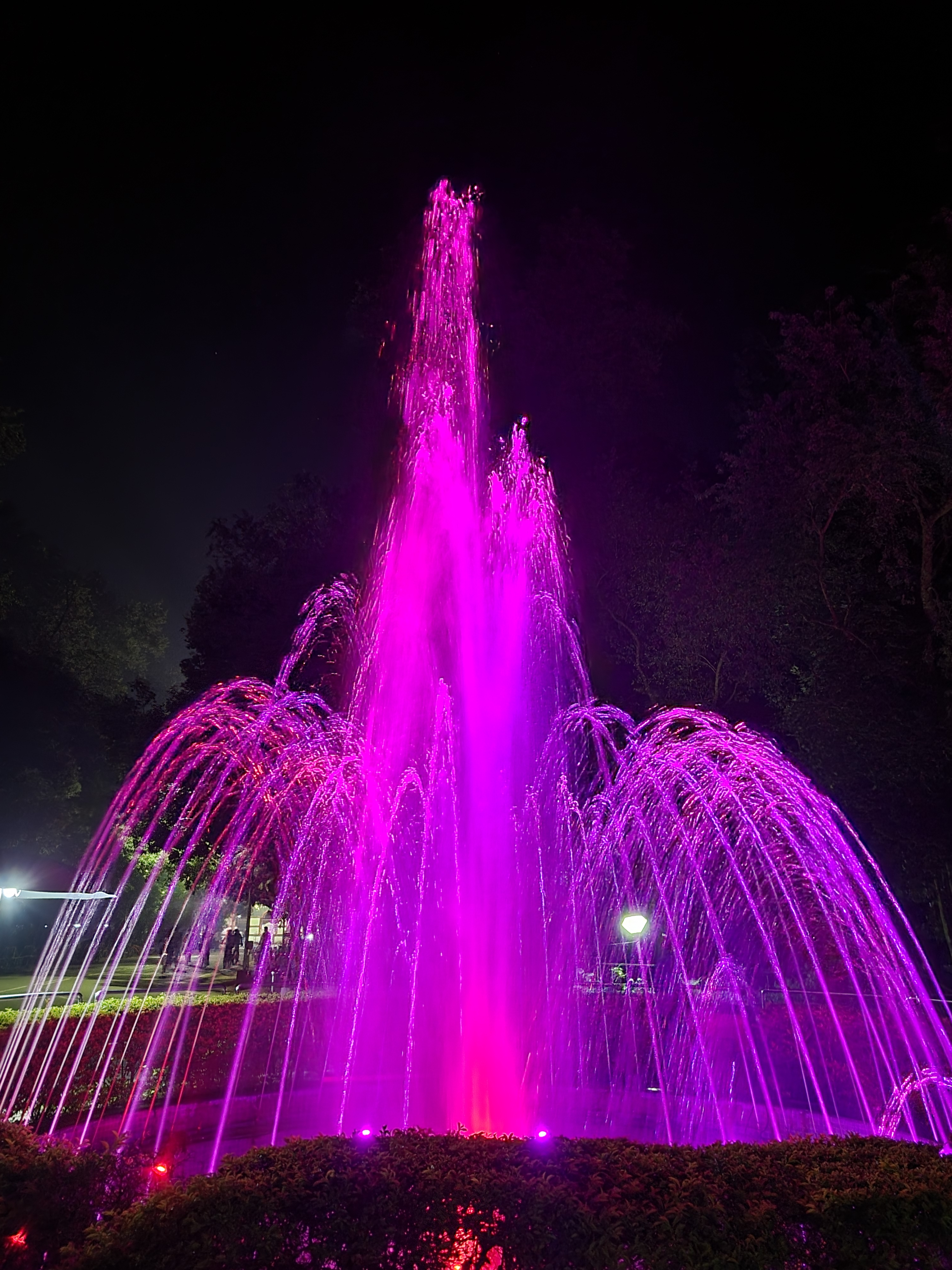
Подсветка фонтана

Подсвет (подсветка) — неизображающий оптический прибор, оптический узел или процесс, который освещает снизу, сбоку, слегка или дополнительно. Используется для того, чтобы объект или изображение было видно человеку. Инфракрасный, лазерный, радиолокационный подсвет используется в для обнаружения объекта техническими средствами.
Подсвет может использовать как собственный источник света, так и быть отражательным.

## Подсветка изображений

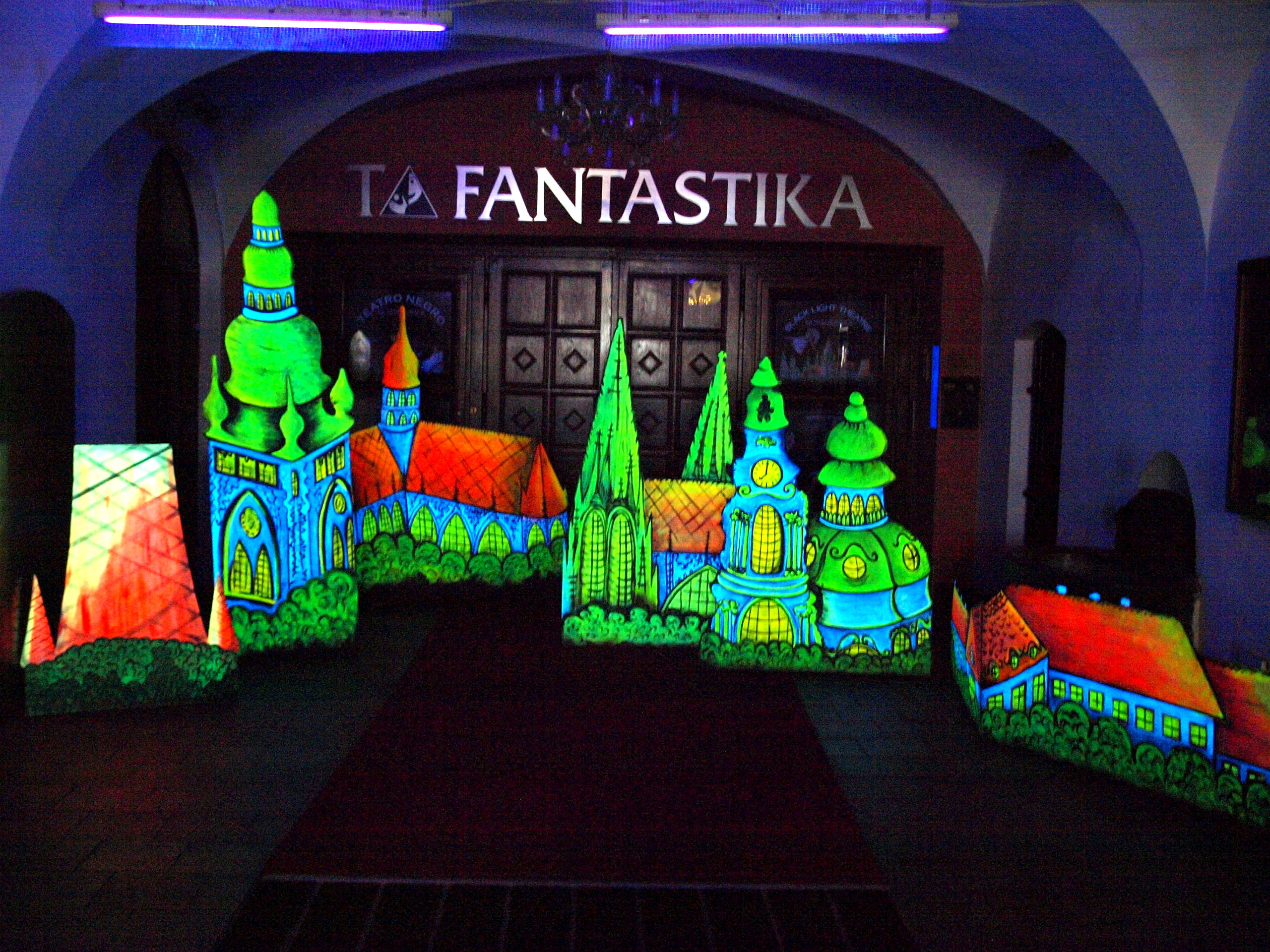
Ультрафиолетовая подсветка изображения, выполненного флуоресцентными красками

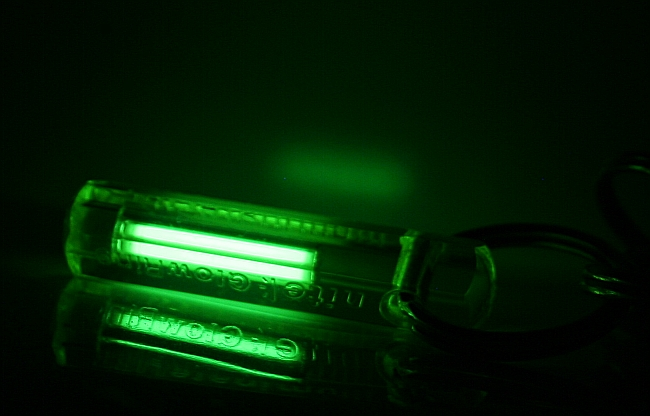
Брелок с тритиевой подсветкой

### Внешняя
Люминофоры используется в светящихся указателях, циферблатах, стрелках измерительных приборов. Их слабый свет используется в ночное время, в качестве запасного освещения при авариях, создания освещения незаметного для наблюдения издали (маскировочное освещение). Фосфоресцирующие люминофоры возбуждаются при подсветке дневным светом или светом электрических ламп, в ночное время или при внезапном отключении электричества дают свечение, позволяющее видеть изображения, нанесенные на предметы. Применение флоуресцентных люминофоров требует непрерывного возбуждения. При подсветке в темноте предметов лампами черного цвета, видны только отдельные их участки, на которых нанесены флоуресцентные изображения.:425, 426
Многие камеры видеонаблюдения имеют значительную чувствительность в коротковолновой части инфракрасного диапазона. Это позволяет использовать невидимую инфракрасную подсветку в качестве дежурного освещения при отключенном общем освещении.

### Внутренняя
Оптические узлы для освещения изображений встроены в многочисленные устройства: ЖК-дисплеи, лайтбоксы, радиолюминесцентные устройства и т.д. Эффекты, аналогичные тем, которые создают оптические узлы, могут реализовываться программно, например, в виде подсветки синтаксиса. 
Подавляющее число узлов подсветки используется в составе устройств с жидкокристалическими экранами, работающими на просвет. Пикселы таких экранов не способны самостоятельно излучать, но могут модулировать проходящий через них свет. В настоящее время в подсветке в качестве источников света массово используются светодиоды. Кроме них встречаются лампы накаливания, люминесцентные лампы, электролюминесцентные излучатели. Применение светодиодов имеет преимущество по весу, объему, механической прочности и сроку службы.:136
Диапозитив (позитивное изображение на прозрачной бесцветной подложке, предназначенное для рассматривания на просвет) также является простейшим пространственным, хотя и не динамическим, модулятором света.

## Подсвет для дальних объектов
Подсвет цели лазером используется для создания искусственного контраста и наведения на неё оружия с полуактивными головками самонаведения. Подсвет цели (например, лазером) производится в активных прицелах.
- Лазерная подсветка цели
  - Лазерный целеуказатель
  - Лазерный дальномер
  - Бомба с лазерным наведением

## Подсвет для близких объектов
- Подсветка зданий
- Магниевая подсветка в фотографии
- Светодиодная подсветка в фотографии
- Электронная подсветка в фотографии
- Фотоловушка с импульсной подсветкой
- Фотоловушка с инфракрасной подсветкой